# 诺维韦利亚
诺维韦利亚（義大利語：Novi Velia），是意大利萨莱诺省的一个市镇。总面积34平方公里，人口2257人，人口密度66.4人/平方公里（2009年）。ISTAT代码为065080。